# Anika Niederwieser
Anika Niederwieser (født 28. februar 1992 i Brixen, Italien) er en kvindelig italiensk håndboldspiller, der spiller for Thüringer HC i Handball-Bundesliga Frauen, hun kom til klubben i 2021, efter at havde spillet for TuS Metzingen. Hun har tidligere spillet for italienske Esercito Figh Futura Roma og det hun optræder også for Italiens kvindehåndboldlandshold.
Hun var med til at vinde, EM i strandhåndbold i 2011 og 2015.

## Meritter
- Handball-Bundesliga Frauen:
  - Vinder: 2018
- DHB-Supercup:
  - Vinder: 2016